# Хохлатый олень
Хохлатый олень (лат. Elaphodus cephalophus) — единственный вид рода хохлатых оленей (Elaphodus) из подсемейства мунтжаковых.

## Биология
Длина тела с головой у этого рода оленей составляет от 110 до 160 сантиметров, к этому следует добавить длину хвоста (от 7 до 15 сантиметров). Высота в плечах — от 50 до 70 сантиметров. Вес взрослого животного варьируется от 17 до 50 килограммов. Шерсть бывает от тёмно-коричневой до тёмно-серой; губы, кончики ушей, нижняя, обратная часть хвоста и иногда область вокруг глаз белого цвета. На голове у животных чёрно-коричневый хохолок высотой до 17 сантиметров.
Рога у самцов короткие, без разветвлений, часто незаметные из-под хохолка. Кроме этого, самцы имеют выступающие изо рта длинные клыки.

## Распространение
Хохлатые олени обитают на юге Китая — от Тибета до провинций Фуцзянь и Чжэнцзянь на севере, и до северной Бирмы на юге. Привычная для них среда — лесные массивы на высотах до 4500 метров. В Китае оценочно насчитывается до 500 тысяч хохлатых оленей.

## Особенности поведения
Как и мунтжаки, хохлатые олени активны в основном в сумерки, вечером и утром. По своему образу жизни они одиночки. При общении с другими оленями используется лающий «говор», в случае опасности животные убегают, задрав белый хвост — как своеобразный знак оповещения для других. Олени питаются растительностью, от листьев и травы до плодов.
Беременность длится около 7 месяцев. Малыш рождается обычно поздней весной или летом. Как правило, самка приносит 1 детёныша, близнецы рождаются редко. У молодых животных вдоль позвоночника тянется полоса белых пятен, в остальном они выглядят как взрослые звери. Половозрелость наступает в возрасте 18 месяцев.

## Галерея
- Самец хохлатого оленя
- Самец хохлатого оленя
- Самка хохлатого оленя
- Самец хохлатого оленя
- Чучела хохлатого оленя, Зоологический музей в Санкт-Петербурге